# Kritische Theorie

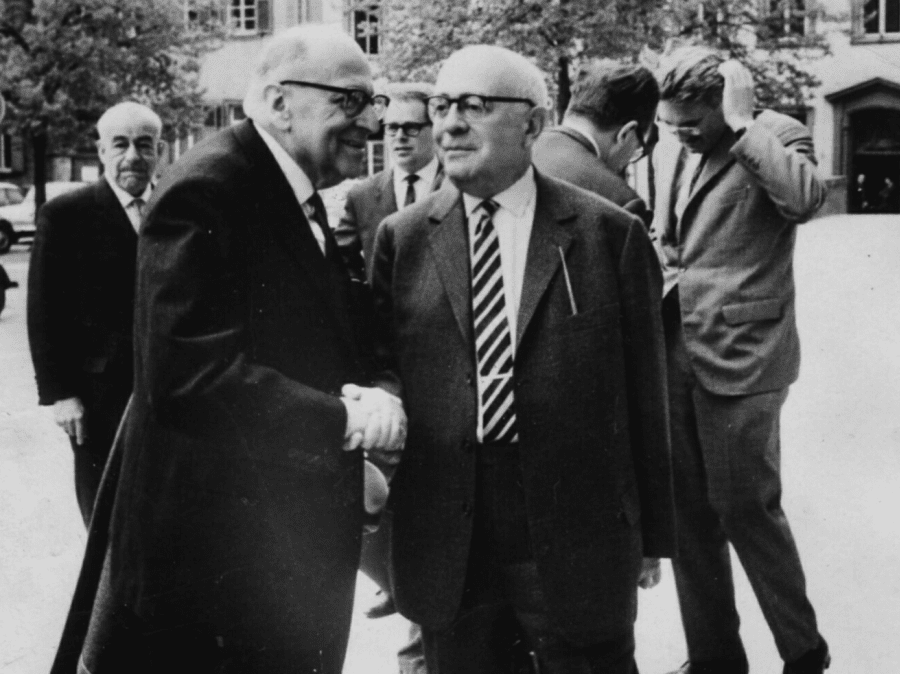
Max Horkheimer (vorn links), Theodor Adorno (vorn rechts), Jürgen Habermas (im Hintergrund rechts) sowie Siegfried Landshut (im Hintergrund links) im Jahr 1964 in Heidelberg

Als Kritische Theorie wird eine Gesellschaftstheorie aus der ersten Hälfte des 20. Jahrhunderts bezeichnet, die von Hegel, Marx und Freud inspiriert ist und deren Vertreter (vornehmlich Max Horkheimer, Theodor W. Adorno, Herbert Marcuse und der Sozialpsychologe Erich Fromm) auch unter dem Begriff Frankfurter Schule zusammengefasst werden. Die Vertreter der Kritischen Theorie hatten im Institut für Sozialforschung ihr institutionelles Zentrum und in der Zeitschrift für Sozialforschung ihr publizistisches Organ. Aus dem assoziierten Wirkungskreis von Autoren und Rezensenten bildete der Philosoph und Kulturtheoretiker Walter Benjamin die bedeutsamste Inspirationsquelle für die theoretischen Konstruktionen der Schule.
Gegenstand der Theorie ist die ideologiekritische Analyse der bürgerlich-kapitalistischen Gesellschaft, das heißt: die Aufdeckung ihrer Herrschafts- und Unterdrückungsmechanismen und die Hinterfragung ihrer Ideologeme mit dem Ziel einer vernünftigen Gesellschaft mündiger Menschen. Ihr Anspruch ist, die Totalität der gesellschaftlichen Verhältnisse und die Notwendigkeit ihrer Veränderung theoretisch darzulegen. Ihre Begriffe beschreiben, was ist, und antizipieren, was sein soll oder sein könnte. Wenn Theorie in diesem Verständnis als eine Form der Praxis begriffen wird – „Denken ist ein Tun“ (Adorno) –, heißt das: Mit der theoretischen Aufklärung werden die gesellschaftlichen Verhältnisse entschleiert, und mit dem neuen Blick auf sie beginnt die verändernde Praxis im Bewusstsein der aufgeklärten Menschen. Stand an ihrem Anfang das Projekt einer sozialwissenschaftlichen, interdisziplinären Zeitdiagnose mit emanzipatorischem Anspruch, so veränderte sie sich, unter dem Einfluss der zeitgeschichtlichen Ereignisse (Weltwirtschaftskrise, Krise der liberalen Demokratien, Aufkommen diktatorischer Regime, Zweiter Weltkrieg, Expansion der Kulturindustrie), in eine negative Geschichtsphilosophie ohne Hoffnung auf absehbare Umgestaltung der „totalitär“ (Horkheimer/Adorno) und „eindimensional“ (Marcuse) gewordenen gesellschaftlichen Verhältnisse.
Von dieser „älteren“ oder „klassischen“ Kritischen Theorie, die hier fokussiert wird, ist die auf Jürgen Habermas zurückgehende „jüngere“ Kritische Theorie zu unterscheiden, die an den gesellschaftskritischen Motiven zwar festhält, aber die radikale Vernunftskepsis und die pessimistische Geschichtskonstruktion verwirft und mit dem Begriff der „kommunikativen Vernunft“ emanzipatorische Motive ins Zentrum der Theorie rückt. Zu beobachten ist auch, dass in anderen Wissenschaftsgebieten, vornehmlich im englischsprachigen Bereich, Theorieansätze mit dem Attribut „Kritisch“ bzw. "kritisch" versehen werden, z. B. Kritische Geographie oder Kritische Kriminologie, die ähnlich wie die hier dargestellte Theorie ihr spezifisches Wissensgebiet aus gesellschaftskritischer Perspektive erforschen.

## Der engere Mitarbeiterkreis
Zum engeren Personenkreis der Kritischen Theorie gehörten in den 1930er Jahren Max Horkheimer, Theodor W. Adorno, Erich Fromm, Leo Löwenthal, Herbert Marcuse und Friedrich Pollock. Walter Benjamin, der zwar nie hauptangestelltes Institutsmitglied war, wird als Autor bedeutender Beiträge für die Zeitschrift für Sozialforschung dem inneren Kreis zugerechnet, ebenfalls Felix Weil, der als Mitbegründer des Instituts und Financier bei vielen Entscheidungen mit einbezogen wurde. Sie alle hatten denselben privilegierten, säkularisierten jüdischen Hintergrund. Zwei weitere während mehrerer Jahre permanente Institutsangestellte waren der Ökonom Henryk Grossmann und der Sozialwissenschaftler Karl A. Wittfogel, Letzterer als einziger nichtjüdischer Herkunft und Parteikommunist. Beide arbeiteten auf ihren Feldern, ohne direkte Beiträge zur Kritischen Theorie zu leisten und unterschieden sich schon vom engeren Kreis durch ihre positive Sicht auf die Sowjetunion unter Stalin. In den USA ergänzten die Juristen und Staatswissenschaftler Franz Neumann und Otto Kirchheimer den leicht erweiterten inneren Kreis der Institutsmitarbeiter.

## Begriff und Adressaten

### Zur Genese des Begriffs
Der Begriff Kritische Theorie wurde von Max Horkheimer im Exil geprägt „für das wissenschaftliche Projekt des Instituts [für Sozialforschung]“, ein von ihm „entwickeltes Forschungsprogramm eines interdisziplinären Materialismus“. Der Begriff wird das erste Mal in einem Aufsatz Horkheimers mit dem Titel Traditionelle und kritische Theorie von 1937 verwendet. Der Autor setzt sich kritisch mit dem Ideal und dem Betrieb der nachkopernikanischen Wissenschaft auseinander. Dabei werden als Gegenmodell die Grundzüge der Kritischen Theorie herausgearbeitet. Davor war die marxistisch undogmatische Gesellschaftstheorie des Instituts unter dem Namen Materialismus bekannt. Das Adjektiv „kritisch“ verwies hier weniger auf die drei großen Kritiken Kants als auf die Kritik der politischen Ökonomie von Karl Marx, wie Horkheimer in einer Fußnote klarstellte:

„Das Wort ist nicht so sehr im Sinne der idealistischen Kritik der reinen Vernunft als in dem der dialektischen Kritik der politischen Ökonomie gemeint. Es bezeichnet eine wesentliche Eigenschaft der dialektischen Theorie der Gesellschaft.“

Es geht Horkheimer um eine umfassende Neubegründung und kritische Erweiterung des Marxismus, denn die reine Lehre Marx’ und Engels’, zwar „noch immer unerläßlich zum Verständnis gesellschaftlicher Dynamik, reicht zur Erklärung der inneren Entwicklungen wie der äußeren Beziehungen der Nationen nicht mehr aus“.
Nach der Veröffentlichung des Aufsatzes von Horkheimer wurde die Bezeichnung Kritische Theorie von fast allen Mitgliedern des Instituts übernommen. In einem Gespräch erklärte Herbert Marcuse, dass der Begriff Kritische Theorie von den Mitgliedern des Instituts zu dem Zweck benutzt wurde, „die traditionelle marxistische Theorie kritisch zu prüfen“. Ähnlich äußerte sich Leo Löwenthal im Gespräch mit Helmut Dubiel: „[…] die kritische Theorie [ist] eine fortgeschrittene Form des Marxismus, die nicht länger die Marxschen Kategorien und Analysen in einer veränderten historischen Situation mechanisch übernimmt. […] Aber die marxistischen Grundmotive sind doch nie aufgegeben worden.“ Kritische Theorie ist in der Interpretation von Dubiel „sowohl der Name für die theoriepolitische Orientierung des Kreises als auch das Zugehörigkeitssignal zur marxistischen Theorietradition und – wesentlich – Formulierung des Anspruchs, in dieser deren authentischen Gehalt zu vertreten“.

### Zum Adressaten
Als praktische Theorie, die auf die „Herstellung eines gerechten Zustands unter den Menschen“ ausgerichtet ist, bedurfte sie eines Subjekts als historischen Träger gesellschaftlicher Veränderungen. In der theoretischen Anfangsphase wurde dieses Subjekt in der Arbeiterbewegung gesehen. Im Rückblick schreibt Horkheimer:

„In der ersten Hälfte des Jahrhunderts war proletarische Erhebung in den von Krise und Inflation betroffenen europäischen Ländern eine plausible Erwartung. Daß zu Anfang der dreißiger Jahre die vereinigten Arbeiter im Bunde mit Intellektuellen den Nationalsozialismus hätten verhindern können, war keine leere Spekulation.“

Nach gescheiterter Revolution und der Niederlage durch den Sieg des Faschismus 1933 fiel das Proletariat als revolutionäres Subjekt aus. 1937 konstatiert Horkheimer: „Die Situation des Proletariats bildet in dieser Gesellschaft keine Garantie der richtigen Erkenntnis.“ Die Intellektuellen als Träger des die geschichtliche Situation als tiefstem erfassenden und zukunftsreichstem Denken bleiben isoliert und auf sich selbst gestellt. Nicht ohne Ironie bemerkt der polnische Philosoph Leszek Kołakowski dazu: „Das Proletariat hat seine Rolle als unfehlbares Subjekt der Geschichte eingebüßt, obwohl die Kritische Theorie weiterhin um seine Befreiung kämpft.“ Als Adressaten ihrer Theorie blieben nur mehr der „eingebildete Zeuge“ und die unter dem Terror dezimierten „bewundernswürdigen kleinen Gruppen“. Auch die Metapher von der „Flaschenpost“ wurde bemüht, damit ihre theoretische Arbeit, wie Horkheimer hoffte, „doch nicht ganz mit uns untergeht“.

## Institutionelle und publizistische Verankerung
Gewissermaßen als Infrastruktur diente der Kritischen Theorie in der Gründungsphase und den frühen Jahren des Exils, folglich in den 1930er Jahren, das Institut für Sozialforschung und die Zeitschrift für Sozialforschung mit Max Horkheimer als ihrer beider intellektuelles Haupt und Zentrum. Er übernahm 1931 als Direktor und Nachfolger von Carl Grünberg das als ein marxistisches Institut durch eine Stiftung von Hermann und Felix Weil 1923 gegründete Institut für Sozialforschung und versammelte dort gleichgesinnte Wissenschaftler aus Soziologie, Ökonomie, Geschichte und Psychologie um sich, mit denen er sein interdisziplinäres Forschungsprogramm zur „Theorie der gegenwärtigen Gesellschaft“ realisieren wollte. Habermas zufolge vereinigte Horkheimer „die Fähigkeit eines originellen Sozialphilosophen mit denen eines cleveren Direktors und Wissenschaftsmanagers, der begabte Mitarbeiter zusammenführen, programmatisch inspirieren und […] an die eigene Person binden konnte“.
Dem gesetzten Ziel diente auch die Zeitschrift für Sozialforschung, die vom 1. (1932) bis zum 9. Jahrgang (1941) als publizistisches Organ mit einem „einheitlichen Programm“ neben der Veröffentlichung von Forschungsergebnissen der Institutsmitarbeiter einem weiteren Kreis von Mitarbeitern (unter ihnen Walter Benjamin) als Publikationsort für ihre Abhandlungen zur Verfügung stand. Dem Hauptredakteur, Leo Löwenthal, zufolge sollte die Zeitschrift eine Stellungnahme enthalten „in Bezug auf das, was sie vereint, nämlich die materialistische Geschichtsauffassung, zugespitzt und angewandt auf das Feld, wovon sie am meisten verstehen“. Der interdisziplinären Ausrichtung des Instituts entsprach der ungewöhnlich umfangreiche Besprechungsteil mit rezensierten Publikationen aus dem westlichen Sprachraum zur Philosophie, Allgemeinen und Speziellen Soziologie, Psychologie, Ökonomie und zur Sozialen Bewegung und Sozialpolitik, die von ca. 300, teils international renommierten, Rezensenten im Verlauf der neun Jahrgänge besprochen wurden. Die philosophischen Beiträge Horkheimers wie auch die der anderen Autoren des Kreises wurden im Institut vor ihrer Veröffentlichung ausführlich diskutiert.
Wie ernst es mit dem einheitlichen Programm gemeint war, zeigte sich in der Kontroverse zwischen Horkheimer und seinem philosophischen Kollegen Otto Neurath über Horkheimers Aufsatz Der neueste Angriff auf die Metaphysik (1937). Darin hatte Horkheimer den Positivismus des Wiener Kreises und namentlich Neurath und Rudolf Carnap scharf attackiert. Als Neurath, übrigens ein Sozialreformer mit sozialistischer Überzeugung, auf einer Erwiderung in der Zeitschrift bestand, schrieb ihm Horkheimer mit herzlichem Gruß: „Es ist in der Zeitschrift […] gleich zu Anfang erklärt worden, dass sie keine Plattform für einander widersprechende Anschauungen abgeben sollte. Wir sind davon in keinem Fall abgewichen.“ Auch im Vorwort zum sechsten Jahrgang der Zeitschrift unterstrich Horkheimer, dass die sich wechselseitig ergänzenden Beiträge aus den verschiedenen Fachgebieten „eine gemeinsame philosophische Ansicht entwickeln“. Die harsche Ablehnung der Erwiderung Neuraths bezog sich auf dessen wissenschaftstheoretische Position, seine empirisch soziologischen Arbeiten fanden in der Zeitschrift indessen eine positive Resonanz.
Der engere und weitere Kreis von fest oder lose mit dem Institut und der Zeitschrift verbundenen Mitarbeitern und Autoren wurde später auch als Frankfurter Schule bezeichnet.

## Kritische gegen traditionelle Theorie
Die Kritische Theorie wird in Horkheimers programmatischen Aufsatz Traditionelle und kritische Theorie von 1937 als eine praktische Philosophie bestimmt, der es auf die gesellschaftliche Veränderung mit dem Ziel zunehmender Selbstbestimmung der Menschen ankommt. Dieses Ziel trennt Kritische Theorie nachhaltig von der „bürgerlichen Wissenschaft“, zu der sowohl die positivistisch operierenden Fachwissenschaften als auch die idealistische theoretische Philosophie gehören.
Horkheimer kritisiert an der „traditionellen Theorie“ der Fachwissenschaften, dass sie die gesellschaftlichen Fakten als Gegebenheiten hinnehme, die allein zu beschreiben und zu erklären seien. Sie vergesse, dass diese Fakten keine naturgegebenen Tatsachen, sondern gesellschaftlich Gemachtes seien, in denen sich das Unrecht gesellschaftlicher Herrschaft verberge. Dieses Unrecht könne nur entschlüsselt werden, wenn man die gesellschaftliche Konstitution der sozialen Tatbestände kritisch, das heißt unter dem Gesichtspunkt der besseren Praxis erschließe. Weil die positivistische Fachwissenschaft sich dieser Reflexion verweigere, mache sie sich der Verfestigung des bestehenden gesellschaftlichen Unrechts dienstbar. Sie verschließe sich der Reflexion über die Verflechtung von Wissenschaft und Herrschaft von Grund auf und könne daher ihren theoretischen Anspruch der Werturteilsfreiheit nicht einlösen.
An der „traditionellen Theorie“ als idealistischer Philosophie oder Ontologie kritisiert Horkheimer, dass sie nur die metaphysische Ergänzung des geistlosen Zustandes in den positivistisch operierenden, affirmativen Fachwissenschaften sei. Sie legitimiere den geistlosen Zustand und kritisiere ihn zugleich. Die Kritik erfolge aber nicht so, dass sie die fachwissenschaftlichen Begriffe etwa der Ökonomie, Soziologie, Psychologie, Erziehungswissenschaft selbst in Frage stelle und auf ihre Realkonstitution untersuche, sondern so, dass diese Begriffe akzeptiert werden, aber zugleich ihre Ergänzung durch die Metaphysik eingeklagt werde, die leisten soll, was den positiven Wissenschaften abgeht: Klärung der Sinnfragen, Ableitung des moralisch richtigen Handelns aus obersten Prämissen, Explikation von Wegen zur Erlösung vom Elend der Welt oder Wegen zum „wahren Selbst“ im unbegriffenen gesellschaftlichen Ganzen. Das geschehe in der idealistischen Metaphysik stets durch die Setzung einer idealen Welt hinter oder über der wirklichen Welt der positivistisch hingenommenen Tatsachen und der Ableitung aus den ersten, höchsten, unbezweifelbaren Prinzipien dieser „eigentlichen, idealen Welt“. Die als solche akzeptierte positivistische Rationalität der traditionellen Theorie in den Fachwissenschaften werde so durch die Metaphysik als Ursprungsphilosophie um das, was ihr angeblich fehlt, ergänzt, ohne dass sie selbst und die gesellschaftliche Realität, auf die sie sich bezieht, in Frage gestellt werde.
Die Kritische Theorie ist demgegenüber an einem Vernunftbegriff orientiert, der nicht in der Zweck-Mittel-Rationalität aufgeht. Sie zielt nach Vorstellung ihrer Begründer darauf ab, die vorgefundene „gesellschaftliche Totalität“ selbst zu begreifen, deren Unbewusstheit und Unbegriffenheit in den Sozialwissenschaften dazu führt, dass positivistische Wissenschaftler weder im theoretischen Ansatz noch in ihrer Durchführung der Aufbereitung oder dem Verständnis des gewonnenen Datenmaterials objektiv sein können, sondern ihre Begriffe und Kategorien bloße Verdoppelungen und systematisierende Wiederholungen der in der gesellschaftlichen Wirklichkeit selbst wirksamen, unbegriffenen Realabstraktionen sind. Demgegenüber kritisieren die Begriffe, die unter dem Einfluss der Kritischen Theorie entstehen, die Gegenwart.

„Die Marxschen Kategorien Klasse, Ausbeutung, Mehrwert, Profit, Verelendung, Zusammenbruch sind Momente eines begrifflichen Ganzen, dessen Sinn nicht in der Reproduktion der gegenwärtigen Gesellschaft, sondern in ihrer Veränderung zum Richtigen zu suchen ist.“

Auch gelten dem kritischen Theoretiker die Kategorien der Arbeit, des Werts, der Produktivität, im Sinne des ökonomisch Besseren, Nützlichen, Zweckmäßigen und Produktiven, „genau als das, was sie in dieser Ordnung gelten, und er betrachtet jede andere Ausdeutung als schlechten Idealismus“. Zugleich erscheint es ihm „als die gröbste Unwahrheit, diese Geltung einfach hinzunehmen: die kritische Anerkennung der das gesellschaftliche Leben beherrschenden Kategorien enthält zugleich seine Verurteilung“.
Vereinfacht formuliert ist der Grundgedanke der Kritischen Theorie, dass die Grundform der historisch gegebenen Warenwirtschaft in verschärfter Form die inneren und die äußeren Gegensätze der Epoche „stets aufs Neue zeitigt und nach einer Periode des Aufstiegs, der Entfaltung menschlicher Kräfte, der Emanzipation des Individuums, nach einer ungeheuren Ausbreitung der menschlichen Macht über die Natur schließlich die weitere Entwicklung hemmt und die Menschheit einer neuen Barbarei zutreibt“. Als das oberste politisch-moralische Ziel der Kritischen Theorie nennt Horkheimer „das Streben nach einem Zustand ohne Ausbeutung und Unterdrückung“.

## Dialektik, Ideologiekritik und immanente Kritik
Als grundlegende methodische Analyseinstrumente dienten den Vertretern der Kritischen Theorie die Dialektik und die Ideologiekritik mit ihrer immanenten Kritik; beide entnahmen sie dem durch Karl Marx „auf die Füße gestellten“ Hegelianismus. Die Kontinuität des Marxschen Denkens mit dem Hegels war seit der Veröffentlichung der ökonomisch-philosophischen Manuskripte und seiner mit Engels verfassten Deutschen Ideologie nicht mehr strittig. Die kritischen Theoretiker rezipierten Hegels dialektische Philosophie mit ihrer Betonung von Negation und Widerspruch als inhärenten Eigenschaften der Realität vorwiegend in der Interpretation von Georg Lukács.
Ideologiekritik ist, in den Worten Adornos, „die kritische Form par excellence; und zwar, als immanente Kritik geistiger Gebilde, als Konfrontation dessen, was sie sind, mit ihrem Begriff“. Demgemäß sei Ideologiekritik, „als Konfrontation der Ideologie mit ihrer eigenen Wahrheit, nur soweit möglich, wie jene ein rationales Element enthält, an dem die Kritik sich abarbeiten kann“. Ohnmächtig naiv wäre es ihm zufolge daher, „etwa die sogenannte Ideologie des Nationalsozialismus“ ebenso kritisieren zu wollen. Schon das Niveau der Schriftsteller Hitler und Rosenberg spotte jeder Kritik.

## Hauptaussagen
Paradigmatischen Charakter für die Kritische Theorie haben die frühen Schriften Horkheimers aus den 1930er Jahren. Für sie sind zwei Momente von Bedeutung: die Nähe zur Marxschen Theorie und das interdisziplinäre Programm.
Die wichtigsten Beobachtungsfelder der Kritischen Theorie sind die Verfassung der Gesellschaft und ihre ökonomische Grundlage, die Funktion von Familie und Kultur als Sozialisationsagenturen der Individuen sowie die Rolle von Wissenschaft und Philosophie im gesellschaftlichen Reproduktionsprozess.

### Zum Verhältnis von Individuum und Gesellschaft
Die Gesellschaft wird nicht nur als eine Gesamtheit von Menschen in einer bestimmten Zeit aufgefasst, vielmehr werden gesellschaftliche Verhältnisse als menschengemacht verstanden. Für den Einzelnen ist die Gesellschaft „etwas an sich Vorhandenes“, das er wahrnimmt und berücksichtigt, aber ebenso sehr ist sie ein unbewusstes Produkt bewusster menschlicher Praxis, in den Worten Herbert Marcuses: „Die Konstituierung der Welt geschieht hinter dem Rücken der Individuen und ist doch ihr Werk.“ Alles was die Individuen wahrnehmen, trägt den „Stempel der Bearbeitung“ an sich. In doppelter Weise sind die Tatsachen, welche die Sinne erfassen, gesellschaftlich präformiert: „durch den geschichtlichen Charakter des wahrgenommenen Gegenstandes und den geschichtlichen Charakter des wahrnehmenden Organs.“
Aufgrund von Erich Fromms Untersuchungen individualpsychologischer, d. h. sozialpsychologischer Charakterstrukturen (Autoritärer Charakter), wird neben der Gesellschaftsanalyse zugleich das Individuum als gewordenes verstanden und dessen Entwicklung aus den Gesellschaftsverhältnissen betrachtet. Damit wird der philosophischen Anthropologie „als Lehre von der besonderen menschlichen Wesensart im Sinne endgültiger Aussagen über unveränderliche, von der Geschichte nicht betroffene Idee des Menschen“ eine klare Absage erteilt. Die Individuen erfahren sich jedoch als Ohnmächtige vor den von ihnen selbst erzeugten gesellschaftlichen Verhältnissen. In Analogie zum Marxschen Theorem von der „organischen Zusammensetzung des Kapitals“ konstatiert Adorno einen zunehmenden Anteil des von der Gesellschaft Determinierten im Individuum und seine Umorganisation in „radikale Objektivation“. Die Menschen handeln nur noch „als Glieder eines vernunftlosen Organismus“.

### Kritik der ökonomischen Basis
Die ökonomische Basis der Gesellschaft, von Horkheimer als „bürgerliche Wirtschaftsweise“ und „eine auf Tausch begründete Ökonomie“ bezeichnet, ist von keinem Plan beherrscht und auf kein allgemeines Ziel, sondern vom „blinden Zusammenwirken der Einzeltätigkeiten“, auf „Kampf und Unterdrückung“ ausgerichtet. Die Menschen erfahren: „Diese Welt ist nicht die ihre, sondern die des Kapitals“.
Horkheimer und sein Kreis unterscheiden zwischen der liberalistischen und der monopolkapitalistischen Phase. In der liberalistischen Phase war die ökonomische Herrschaft weitgehend mit dem juristischen Eigentum an Produktionsmitteln verknüpft. Die große Klasse der selbständigen Unternehmer war gesellschaftlich führend und für die Kultur jener Zeit prägend. Diese Phase der kapitalistischen Entwicklung wird auch als Konkurrenzkapitalismus bezeichnet. Mit der schon von Marx thematisierten Konzentration und Zentralisation des Kapitals werden die juristischen Eigentümer großenteils von der Leitung der sich bildenden Riesenunternehmen getrennt; sie werden von den „industriellen Magnaten“ übernommen. Am Ende des Prozesses stehen industrielle und politische Führercliquen, die die Gesellschaft beherrschen.
Mit diesen Aussagen kündigen sich bereits die späteren theoretischen Überlegungen Horkheimers zu der den Konkurrenzkapitalismus verdrängenden Herrschaft der Rackets und zum Pollockschen Staatskapitalismus an. Mit den Rackets, die als monopolistische, quasi-mafiöse Organisationen und Bürokratien zu denken sind, verschwinden die „fortschrittlichen Züge der Konkurrenz“, die bei den Wirtschaftssubjekten schon aufgrund ihrer großen Zahl ein Interesse am Funktionieren eines allgemeinen Rechtssystems und an seiner unparteiischen Verwaltung begründeten. Pollocks Theorie des Staatskapitalismus setzt der Krisentheorie des Kapitalismus den Entwurf einer krisenfesten, geplanten Wirtschaftsordnung entgegen, wobei die Ökonomie in technologisches Verwaltungshandeln aufgelöst wird. Pollock unterscheidet zwischen einer autoritären (Faschismus sowie Staatssozialismus) und einer liberalen Variante (New Deal) des Staatskapitalismus. Beiden gemeinsam ist die Ersetzung des Primats der Ökonomie durch das Primat der Politik.
In der Dialektik der Aufklärung tritt dann an die Stelle der Kritik des Kapitalismus eine Kritik der reinen Naturbeherrschung und ihrer philosophischen Vordenker. In der Nachkriegszeit bezieht sich Adorno wieder stärker auf „verschwiegene“ Marxsche Kategorien, vornehmlich auf die des Tausches, die bei ihm jedoch auch eine erkenntnistheoretische Bedeutung im Hinblick auf das „identifizierende Denken“ hat. Die Bezeichnung Spätkapitalismus gebraucht er, außer in dem titelgebenden Referat – Spätkapitalismus oder Industriegesellschaft – auf dem Soziologentag 1968 in Frankfurt, in seinen späteren Schriften nurmehr sporadisch; an ihre Stelle treten zunehmend die alternativ verwendeten Termini der „verwalteten Welt“ und der „Tauschgesellschaft“.

### Familie und Kultur als Sozialisationsinstanzen
Eine besondere Mittlerrolle bei der „Zurichtung“ der Menschen und zur Stabilisierung von Herrschaft kommt der familiären Sozialisation (Familie als „psychosoziale Agentur“) einerseits, den Massenmedien und der Massenkultur andererseits zu.
Zur Erkenntnis der Charakterprägung durch die Familie trugen wesentlich die frühen Arbeiten des Psychoanalytikers Erich Fromm am Institut für Sozialforschung bei. Er prägte den Begriff des „Sozialcharakters“ bzw. „Gesellschaftscharakters“, der primär in der Familie als der „psychologischen Agentur der Gesellschaft“ geformt wird. In seinen Aufsätzen für die Zeitschrift für Sozialforschung und seinem grundlegenden Theoriekapitel in der Publikation Autorität und Familie entwickelte Fromm eine eigenständige Perspektive auf den bürgerlichen Sozialcharakter. Ihm zufolge tritt die „äußere in der Gesellschaft wirksame Gewalt […] dem in der Familie aufwachsenden Kind in der Person der Eltern und in der patriarchalischen Kleinfamilie speziell in der des Vaters gegenüber“. Die gesellschaftlich geforderte und durch die Familie erzwungene Triebunterdrückung des bürgerlichen und kleinbürgerlichen Individuums bringt den „sado-masochistischen Charakter“ hervor, der als „autoritärer Charakter“ ins Zentrum späterer Untersuchungen im amerikanischen Exil rückt.
Das Wort Massenkultur wurde im Verlauf der Arbeit an der Dialektik der Aufklärung von Horkheimer und Adorno durch Kulturindustrie ersetzt. Im Text ihres Buches finden sich noch beide
Begriffe. Späterhin vermieden sie den Ausdruck Massenkultur. Sie begründeten dessen Ersetzung damit, dass diese nicht von den Massen ausgehe, sondern „von oben“, eben industriell erzeugt wird. In seinem Résumé über Kulturindustrie schreibt Adorno 1963:

„Wir ersetzten den Ausdruck durch „Kulturindustrie“, um von vornherein die Deutung auszuschalten, die den Anwälten der Sache genehm ist: dass es sich um etwas wie spontan aus den Massen selbst aufsteigende Kultur handele, um die gegenwärtige Gestalt von Volkskunst. Von einer solchen unterscheidet Kulturindustrie sich aufs äußerste. […] Kulturindustrie ist willentliche Integration ihrer Abnehmer von oben.“

Seit seiner Einführung und Prägung durch Horkheimer und Adorno erwies sich der Begriff als einer der tragfähigsten aus der Terminologie der Frankfurter Schule. Das auf frühere Arbeiten des Instituts (z. B. Adornos über populäre Musik und Löwenthals über Publikumszeitschriften) aufbauende Thema rückte immer mehr in den Mittelpunkt der Kritischen Theorie. Seine multiple Perspektivität und theoretische Anschlussfähigkeit machte den Begriff zu einer Schlüsselkategorie zur Erfassung der vielfältigen, überbordenden kulturellen Produktion und ihrer begrifflichen Analyse. „Die ganze Welt wird durch das Filter der Kulturindustrie geleitet“, diese Aussage aus der Dialektik der Aufklärung stellte Gerhard Schweppenhäuser seiner Abhandlung über den Begriff Kulturindustrie im aktuellen Handbuch Kritische Theorie voran, der für ihn „Herrschafts-, Kultur- und Gesellschaftstheorie“ verbindet. Folgerichtig sieht er „im 20. Jahrhundert […] auch diejenigen Produkte der ästhetischen und alltagskulturellen Sphäre“ die Form von (fetischisierten) Waren annehmen, „welche ihr zuvor noch nicht unterworfen waren und daher Wahrnehmungen und Erfahrungen zuließen, die ihren Zwängen nicht gehorchen“. Dies bedeutet, dass das „subversive Moment“ der bürgerlichen Hochkultur getilgt wird und gerade auch die authentische Kunst in den Mahlstrom der Kulturindustrie gerät.
Mit der Praxis der Kulturindustrie wird das Profitmotiv direkt auf die geistigen Gebilde übertragen, sie nehmen eine Warenstruktur an und sind von instrumenteller Vernunft geprägt. Aber die Geschäfte, die damit gemacht werden, sind das eine, die kulturpolitischen Effekte auf die Gesellschaftsmitglieder das andere und wohl gravierendere. Horkheimer und Adorno fokussieren auf die integrierende und gesellschaftsstabilisierende Funktion der Kulturindustrie und erklären sie als „Anti-Aufklärung“ und „Massenbetrug“, durch die die Menschen zu bloßen Objekten degradiert, in „Abhängigkeit und Hörigkeit“ gehalten und mit „Ersatzbefriedigungen“ abgespeist werden. Als System umstellt sie die Massen, indem sie unablässig die gleichen Verhaltensschemata einübt und kein Ausweichen duldet. Wer davon profitiert, lassen die Autoren im Ungefähren, wenn sie auf die „mächtigsten Interessen“ und die „finanzkräftigsten Interessenten“ verweisen.
Sozial- und kulturwissenschaftliche Einsichten jüngerer Analysen zur populären Kultur legen indessen die Schlussfolgerung nahe, dass die Kulturindustrie kein monolithisches System der Kontrolle errichten kann. In einem seiner letzten Radiovorträge über „Freizeit“ meldet Adorno selbst Vorbehalte gegen die Integrationsfähigkeit der Kulturindustrie an: „Die realen Interessen der Einzelnen sind immer noch stark genug, um, in Grenzen, der totalen Erfassung zu widerstehen“. Darin sieht er eine „Chance zur Mündigkeit“. Demgegenüber hatte er mit Horkheimer noch in der Dialektik der Aufklärung verkündet, dass die Menschen unter dem Druck der Verhältnisse auf die „Reaktionsweisen von Lurchen“ heruntergebracht werden. Die in dieser Schrift erstmals formulierte abschätzige Metapher greift Adorno in späteren Schriften noch zweimal ohne Relativierung auf.

### Kritik des Szientismus und Positivismus
Mit seinem Aufsatz Der neueste Angriff auf die Metaphysik (1937) formuliert Horkheimer eine Kritik des empiristischen Erfahrungsbegriffs und der Konzeption der Logik des Wiener Kreises, zu dessen Exponenten Otto Neurath und Rudolf Carnap gehörten. Zwar anerkennt er die neopositivistische Grenzziehung gegen die traditionelle Metaphysik und den in der Zwischenkriegszeit grassierenden Irrationalismus, gleichwohl habe die positivistische Lehre die „geistige Verwirrung in der Gegenwart vermehrt“. Entschieden weist er den Anspruch der logischen Empiristen zurück, eine „Einheitswissenschaft“ errichten zu wollen, in der der Sinn aller wissenschaftlichen Begriffe durch physikalische Bestimmungen zu definieren sei. Demnach sei die moderne Wissenschaft nach Bertrand Russell der Ehe zwischen Mathematik und Empirismus entsprungen und als ein zweites Kind die wissenschaftliche Philosophie (Analytische Philosophie), deren Aufgabe die logische Analyse, gefolgt von logischer Synthese sei. Kategorien „wie der Unterschied von Wesen und Erscheinung, Identität im Wechsel, Vernünftigkeit von Zielsetzungen, ja der Begriff des Menschen, der Person oder gar der Gesellschaft und Klasse in einem Sinn, der bestimmte Aspekte und Stellungnahmen voraussetzt – all das existiert für den empiristischen Gelehrten nicht“. Herbert Marcuse stellt in einer Rezension der International Encyclopedia of Unified Sciences die rhetorische Frage, was denn die Einheitswissenschaft mehr sei, „als die interne Angelegenheit der Arbeitstechnik einiger Gelehrter“ und bezeichnet den Anspruch der Verfasser, das Werk der französischen Enzyklopädisten fortzusetzen, als nicht legitim.
Die von Horkheimer mit den Neopositivisten ausgetragene Kontroverse der 1930er Jahre fand ihre Fortsetzung im sogenannten Positivismusstreit zwischen Kritischem Rationalismus und Kritischer Theorie in den 1960er Jahren. Den Auftakt der neuen Kontroverse bildet ein Referat von Karl Popper und ein Koreferat von Adorno auf einer Arbeitstagung der Deutschen Gesellschaft für Soziologie vom 19. bis 21. Oktober 1961 in Tübingen. Das Thema der Referate lautet Die Logik der Sozialwissenschaften. Im weiteren Verlauf beteiligten sich auf der Seite des Kritischen Rationalismus Hans Albert und auf der Seite der Kritischen Theorie Jürgen Habermas. (Anzumerken ist, dass die Bezeichnung Positivismusstreit von Adorno stammt, Popper selbst lehnte die Bezeichnung Positivismus für seine theoretische Position ab, für die wählte er die Bezeichnung Kritizismus.)
Im Positivismusstreit stellt Adorno das Schlüsseltheorem des logischen Positivismus, den Szientismus, infrage, der die Sozialwissenschaften ständig an der Vorbildfunktion der Physik misst. Er hält dagegen, dass sich die Soziologie nicht länger in einem unreifen Jugendalter befinde, das noch zur Physik aufschließen muss. Anstatt sich bloß gegen logische Unstimmigkeiten zu wehren, beschränke der Szientismus die kritische Vernunft, indem er, unter Berufung auf seine gesellschaftliche Neutralität, die Kritik am Gegenstand verbietet. Entschieden lehnt Adorno den Alleinvertretungsanspruch des deduktiv-nomologischen Erklärungsmodells der analytischen Philosophie ab; denn die Sache widerstehe der blanken systematischen Einheit verbundener Sätze, was er am Beispiel der Gesellschaft verdeutlicht: Sie „ist widerspruchsvoll und doch bestimmbar; rational und irrational in eins, System und brüchig, blinde Natur und durch Bewußtsein vermittelt.“
Im Gegensatz zur Analytischen Philosophie räumt die Kritische Theorie der Philosophie eine praktische und zentrale Bedeutung für die Gesellschaft ein: Philosophie ist der „methodische und beharrliche Versuch, Vernunft in die Welt zu bringen“, ihre „wahre gesellschaftliche Funktion […] liegt in der Kritik des Bestehenden“, schreibt Horkheimer 1940 in seinem Aufsatz über Die gesellschaftliche Funktion der Philosophie.

### Utopischer Bezugspunkt
In der frühen Phase, die noch als Materialismus gekennzeichnet wurde, war die planwirtschaftliche Reorganisation der kapitalistischen Wirtschaft noch utopischer Bezugspunkt des Instituts für Sozialforschung (es gab einen von Gerhard Meyer, Kurt Mandelbaum und Friedrich Pollock intensiv betriebenen Forschungsschwerpunkt zur Planwirtschaft). Horkheimer und Marcuse sahen in der Abschaffung der privaten Disposition über Produktionsmittel allerdings nur die „negativen Vorbedingungen zur Errichtung einer sozialistischen Gesellschaft“. In den Programmschriften zur Kritischen Theorie in der Emigration ändert sich der utopische Bezugspunkt. „Überhaupt handelt es sich in der kritischen Theorie nicht um das Ausmalen einer künftigen Welt“, schreibt Marcuse 1937 in seinem Aufsatz Philosophie und kritische Theorie. Weiterhin bleibt jedoch als Ziel die „Befreiung der Menschheit“ (Marcuse), die „Gemeinschaft freier Menschen“ (Horkheimer), die „Assoziation freier Menschen“ (Horkheimer im Anschluss an Marx), „wie sie bei den gegebenen technischen Mitteln möglich ist“. Selbst wenn sich die Kritische Theorie, die die Entwicklung zu einer Gesellschaft ohne Unrecht beschleunigen will, zu den beim Proletariat vorherrschenden Ansichten gegensätzlich wäre, erklärt sie unbeirrt: „[…] es muss nicht so sein, die Menschen können das Sein ändern, die Umstände dafür sind jetzt vorhanden“. Aus der Antizipation der zukünftigen Gesellschaft nimmt die Kritische Theorie auch ihre Wertmaßstäbe. „Erkenntnis hat kein Licht, als das von der Erlösung her auf die Welt scheint“, heißt es im letzten Stück der Minima Moralia. Adorno erscheinen zudem (authentische) Kunst und Eros als „Erlösungsmedien“, die in glückvoller Selbstvergessenheit durch das „Eingedenken der Natur im Subjekt“ die Fesseln der durchrationalisierten, verwalteten Welt sprengen. Die Erschütterung in der Erfahrung von Kunst, dem üblichen Erlebnisbegriff schroff entgegengesetzt, lässt das Subjekt der „eigenen Beschränktheit und Endlichkeit innewerden“.

### Resümierende Einordnung
Ausgangspunkt der Kritischen Theorie war das Werk von Karl Marx, dessen Rezeption durch Engels’ Ordnungs- und Herausgebertätigkeit nach Marx’ Tod, vor allem aber durch die Arbeiterbewegung und deren verschiedene politische Parteien oder Bewegungen von den meisten Vertretern der Kritischen Theorie als verzerrt oder verkürzt angesehen wurde, weshalb die Marxsche Theorie einer Neuinterpretation unterzogen wurde (siehe auch Neomarxismus). Die Vertreter der Kritischen Theorie sehen in der marxistischen Theorie vor allem eine (Ideologie-)Kritik der bürgerlich-kapitalistischen Gesellschaft und kein wirtschaftswissenschaftliches Lehrgebäude, keine Geschichtsphilosophie oder Weltanschauung. Dies verbindet sie mit anderen Ansätzen des westlichen Marxismus, der als Reaktion auf das Ausbleiben der Revolution und die Niederlage der Arbeiterbewegung in den westlichen Ländern innerhalb des Marxismus eine Verschiebung von der Politik zur Philosophie und von der Ökonomie zu den kulturellen Phänomenen vollzog.
Das zweite wichtige Fundament der Kritischen Theorie besteht in Kategorien aus der Psychoanalyse Sigmund Freuds, mittels derer die soziopsychologischen Auswirkungen (im Sinne Freuds) sozioökonomischer Bedingungen (im Sinne Marx’) erklärt werden, um so eine Verbindung aus Freudscher Psychoanalyse und marxistischer Gesellschaftskritik zu ermöglichen. Der Kritischen Theorie dient die psychoanalytische Sichtweise der Erklärung verschiedener soziopsychologischer Verzerrungs- und/oder Vorurteilsmechanismen, insbesondere der rätselhaften Bereitschaft der Massen, sich entgegen ihren Interessen autoritären Herrschern zu unterwerfen. Adorno spricht zumeist von „Verblendungszusammenhängen“. Diese seien bei Marx lediglich als „ideologischer Überbau“ benannt worden, während die Denker der Kritischen Theorie sie im Sinne der Stabilisierung der herrschenden Verhältnisse interpretieren.
An diesen irrationalen Verzerrungs- und Vorurteilsmechanismen sei auch die Aufklärung gescheitert. Die Kritische Theorie arbeitet darauf hin, aus dem Scheitern der Aufklärung methodische und analytische Lehren zu ziehen und damit die Grundbedingungen für eine objektive(re), wirklich aufklärerische Wissenschaft in Form der dialektischen wie psychologisch-soziologischen Analyse zu schaffen. Damit soll das näher erklärt werden, was Marx einst als „ideologischen Überbau“ bezeichnet hatte, wobei stets das Marxsche Postulat bestehen bleibt, dass die Ideologie aus den sozioökonomischen Bedingungen entsteht. Die Kritische Theorie betont dabei besonders die dialektische Wechselwirkung zwischen Sein und Bewusstsein. Aufgrund des „Verblendungszusammenhangs“ ist nicht mehr das Proletariat das revolutionäre Subjekt, sondern der vereinzelte Theoretiker, der seine Aufgabe in gezielter kritischer Analyse gesellschaftlicher Bedingungen sieht, um die Hoffnung auf eine Revolution aufrechtzuerhalten, wo sie praktisch unmöglich wurde. Die Arbeiterbewegung vertritt demnach nicht das Bestreben nach der allgemeinen Freiheit, sondern lediglich eigene Interessen. Allein Herbert Marcuse sah noch in den gesellschaftlich isolierten und unterdrückten Randgruppen das „eigentliche“ Proletariat.
Der marxistische Philosoph Georg Lukács hatte mit seinem frühen Werk Geschichte und Klassenbewußtsein (1924), insbesondere mit dem dort explizierten Verdinglichungstheorem großen Einfluss auf die Kritische Theorie ausgeübt. In der Verdinglichungstheorie identifiziert Hauke Brunkhorst gleichsam den Paradigmakern (im Sinne der Kuhnschen Paradigmenlehre) der Kritischen Theorie.
Aufgrund der engen Verbindung von Psychoanalyse und Marxscher Gesellschaftskritik wird die Kritische Theorie im angloamerikanischen Sprachraum oft auch als „Freudomarxismus“ bezeichnet bzw. diesem als Unterkategorie zugerechnet. Methodologische sowie analytische Grundlage ist die Verwendung einer an Hegel orientierten Dialektik. Da die konkreten Erscheinungsformen gesellschaftlicher Irrationalität stärker als beim klassischen Marxschen Lehrgebäude im Vordergrund stehen, hat die Kritische Theorie als eines der wichtigsten ihrer Teilgebiete den Wissenschaftszweig der soziopsychologischen wie sozioökonomischen Vorurteilsforschung hervorgebracht.
Scharf grenzen sich die Vertreter der Frankfurter Schule gegen den Positivismus ab, wobei sie darunter alle die bestehenden gesellschaftlichen Verhältnisse und Ideologien unkritisch übernehmenden und damit reproduzierenden theoretischen Ansätze verstehen. Unter diesem weiter als sonst in der Ideengeschichte der Philosophie gefassten Begriff, der bei Adorno von Oswald Spengler bis Karl Popper reicht, wurden im Einzelnen etwa „anti-metaphysische“ Strömungen der Philosophie des 20. Jahrhunderts (neben Positivismus, Neopositivismus und Analytischer Philosophie auch der kritische Rationalismus) zusammengefasst. Die Auseinandersetzung fand im so genannten Positivismusstreit statt. Für die „jüngere Kritische Theorie“ verlor diese Abgrenzung wegen ihrer Hinwendung zur Philosophie der normalen Sprache bei Habermas an Bedeutung.

## Empirische Forschungsprojekte
Zur empirischen Sozialforschung steht die Kritische Theorie in einem Spannungsverhältnis. Sie begreift sie als eine Methode, die sich über das gesamte Gebiet der Soziologie ausgebreitet und als eigene Disziplin etabliert hat. Sie sei „polemisch zugespitzt“ nicht bloß gegen gesellschaftsphilosophische Spekulation, sondern auch gegen Zentralkategorien der älteren Soziologie wie die des „Verstehens“ und stelle eine radikale Konsequenz aus der von Max Weber erhobenen Forderung nach „wertfreier“ Soziologie dar. Andererseits verlange gerade die geisteswissenschaftliche Tradition der deutschen Soziologie als kritisches Korrektiv der empirischen Methoden mit ihrem Potential, den Selbstbetrug auszuschalten und wirksam in die Realität einzugreifen. Die von der ersten Generation des Instituts für Sozialforschung initiierten empirischen Forschungsprojekte fanden dementsprechend meist eine anspruchsvolle theoretische Rahmung. Zu diesen zählen die bekanntesten:

### Arbeiter- und Angestellten-Erhebung
Mit der 1929 von Erich Fromm und seiner Mitarbeiterin Hilde Weiss im Institut für Sozialforschung begonnenen Erhebung unter „qualifizierten Arbeitern, Angestellten und unteren Beamten“ wurden 3000 Fragebogen mit insgesamt 271 Positionen in einer Reihe von deutschen Städten verschickt. 1150 Fragebogen kamen ausgefüllt zurück. Ziel der Erhebung war: „Einblick in die psychische Struktur der Arbeiter und Angestellten zu gewinnen“. Durch die erzwungene Emigration des Instituts gingen zahlreiche Unterlagen verloren, 1934 waren nur noch 584 Fragebogen vorhanden. Eine erste vorläufige Auswertung erfolgte durch Erich Fromm in den Studien über Autorität und Familie. Zu der dort angekündigten Auswertung der Ergebnisse in der Zeitschrift für Sozialforschung kam es nicht. Als sich Fromm 1939 in New York vom Institut trennte, nahm er alle Unterlagen der Erhebung mit. Erst in den 1980er Jahren kam es zu einer deutschen und amerikanischen Veröffentlichung.

### Studien über Autorität und Familie
Der voluminöse Band (947 Seiten) aus dem Jahr 1936 ist der erste (und für zwei Jahrzehnte letzte) veröffentlichte Bericht über gemeinsame Forschungen des Instituts für Sozialforschung. Neben einer dreiteiligen theoretischen Abteilung mit Essays von Max Horkheimer, Erich Fromm und Herbert Marcuse enthält er in der zweiten Abteilung Berichte über fünf empirische Erhebungen, deren bedeutendste die von Erich Fromm über die Arbeiter- und Angestellten-Erhebung ist (s. oben). Die dritte Abteilung enthält Einzelstudien und Literaturberichte.

### Authoritarian Personality
Die 1950 erschienene Publikation The Authoritarian Personality enthält die Forschungsergebnisse eines Autorenteams, das neben Adorno aus der psychoanalytisch ausgebildeten Psychologin Else Frenkel-Brunswik, Daniel J. Levinson und dem Sozialpsychologen R. Nevitt Sanford bestand. Ihre Untersuchungen waren von der Frage nach dem in den USA latenten Antisemitismus geleitet und orientierten sich am dynamischen Charaktermodell der Psychoanalyse. Sie waren Teil der vom American Jewish Committee initiierten und finanzierten Reihe „Studies in Prejudice“, herausgegeben von Max Horkheimer und Samuel H. Flowerman. Ins Deutsche wurde das Buch nie übertragen, 1973 erschien eine Auswahl daraus mit der von Adorno verfassten bzw. mitverfassten Kapiteln unter der Verantwortung des Instituts für Sozialforschung.

### Gruppenexperiment
Das von Friedrich Pollock geleitete und erstmals 1950/1951 in Deutschland angewandte Gruppendiskussionsverfahren diente der Erforschung von politischen Einstellungen zu Antisemitismus, Nationalismus, Demokratie und Remilitarisierung unter dem Eindruck von Nazidiktatur und Zweitem Weltkrieg.
Zwei empirische Studien von Friedrich Pollock – Die planwirtschaftlichen Versuche in der Sowjetunion 1917–1927 (1928) und Automation (1956) – beruhen nicht auf originärer Forschung, sondern auf systematisiertem empirischen Material: im Falle der sowjetischen Planwirtschaft auf Gesprächen, Beobachtungen und Untersuchungen, die er auf seiner Reise 1927/28 angestellt hatte; im Falle der Automationsstudie auf Auswertungen von US-amerikanischen wissenschaftlichen Quellen.
Klaus Lichtblau zufolge verstanden Horkheimer und Adorno die von ihnen in den USA und nach dem Zweiten Weltkrieg in Frankfurt geleiteten empirischen Untersuchungen „offensichtlich als eine Art ‚Auftragsarbeit‘ […], um die Finanzierung des Instituts für Sozialforschung in schwierigen Zeiten sicherzustellen“.

## Interne Kontroversen
Horkheimer hatte für die Zeitschrift für Sozialforschung programmatisch formuliert, dass die sich wechselseitig ergänzenden Beiträge aus den verschiedenen Fachgebieten „eine gemeinsame philosophische Ansicht entwickeln“; das galt generell für den um ihn versammelten Gelehrtenkreis, der weitgehend seine theoretische Geschlossenheit, bis auf Ausnahmen, behauptete. Zu den Ausnahmen gehören drei interne Kontroversen: 1. die schon früh erfolgte Auseinandersetzung mit Erich Fromm, 2. die Diskussion über die Theorie des Staatskapitalismus in der Emigration und 3. die kontroverse Einschätzung der Studentenbewegung von Herbert Marcuse und den Frankfurtern.
1. Fromm, der mit seinen Marx und Freud vermittelnden Arbeiten in der Formationsperiode der Kritischen Theorie eine herausgehobene Rolle gespielt und die empirische Arbeiter- und Angestellten-Studie geleitet hatte, geriet schon bald bei seinen Kollegen in die Kritik, weil er von der Freudschen Orthodoxie abwich, indem er in Frage stellte, dass die libidinösen Triebe die alles entscheidende Rolle spielten. Über Fromms in der Zeitschrift für Sozialforschung (Heft 3/1935) veröffentlichten Aufsatz Die gesellschaftliche Bedingtheit der psychoanalytischen Therapie äußerte sich Adorno in einem Brief an Horkheimer äußerst kritisch: in der „Mischung aus Sozialdemokratie und Anarchismus“ und dem „empfindlichen Mangel an dialektischem Begriff“ sah er „eine wirkliche Bedrohung der Linie der Zeitschrift“.[110] Überhaupt missfiel ihm die enge Zusammenarbeit zwischen Fromm und Horkheimer.[111] Später subsumierte er ihn umstandslos mit der ebenfalls aus Deutschland emigrierten und weniger gesellschaftskritisch eingestellten Psychoanalytikerin Karen Horney unter die Revisionisten der Freudschen Theorie.[112] Im Frühjahr 1939 teilte Pollock Fromm mit, dass im Herbst die Gehaltszahlung an ihn eingestellt werde. Fromms Nachfrage, ob dies eine Entlassung sei, antwortete Pollock: „Wenn Sie es so sehen wollen, ja!“. Gegen eine Abfindung von 20.000 Dollar verzichtete er auf seinen lebenslangen Anstellungsvertrag,[113] Zu einer wesentlich schärferen Kontroverse kam es in den 1950er Jahren zwischen Fromm und Herbert Marcuse, der ihm in seinem Buch Eros and Civilization vorhielt, dass er sich von der Triebbasis der menschlichen Persönlichkeit entfernt und stattdessen ein „positives Denken“ übernommen habe.[114] Die Kontroverse wurde teilweise öffentlich, in der Zeitschrift Dissent, erbittert ausgetragen und beendete die Freundschaft zwischen beiden.[115] Keiner von Fromms institutsinternen Gegnern verfügte, wie dieser, über klinische Beobachtungen und Erfahrungen.
2. Friedrich Pollock hatte in den 1930er Jahren mit Aufsätzen zur Weltwirtschaftskrise auf den strukturellen Wandel des Kapitalismus im Hinblick auf planwirtschaftliche Tendenzen aufmerksam gemacht.[116] Im Anschluss an diese Überlegungen entwarf er in der Emigration eine Theorie des Staatskapitalismus, der durch die Ausschaltung des Marktes die entscheidende Krisenursache des Kapitalismus beseitigt habe. Auf unterschiedliche Weise sei das Primat der Ökonomie durch das Primat der Politik ersetzt worden – auf autoritärem Wege im Faschismus und im Sowjetkommunismus, auf liberalem im New Deal.[117] Von Anfang an war die Theorie umstritten und führte zu kontroversen Diskussionen im New Yorker Institut. Franz Neumann schrieb an Horkheimer: Pollocks Aufsatz widerspreche „von der ersten bis zu letzten Seite der Theorie des Instituts“ und bedeute den „Abschied an den Marxismus“.[118] Mit seiner Publikation Behemoth hatte Neumann eine umfangreiche Analyse des nationalsozialistischen Herrschaftssystems vorgelegt. Darin vertrat er die Ansicht vom grundsätzlich weiterbestehenden kapitalistischen Charakter des von ihm als Monopolkapitalismus bezeichneten NS-Systems, in dem von dem Ineinander von Befehls- und Privatwirtschaft die führenden Großunternehmen und Konzerne profitierten. Obwohl Horkheimer Neumanns analytische Leistung anerkannte, nahm er mit seiner These vom „integralen Etatismus“ und vom „Autoritären Staat“, in dem „die Funktionen der Kapitalisten jetzt von besoldeten Angestellten versehen“ werden,[119] Partei für die Position Pollocks. In der Nachkriegszeit wurde der Terminus Staatskapitalismus fallengelassen, an seine Stelle trat – eher vereinzelt – Spätkapitalismus oder – häufiger – verwaltete Welt.
3. Während der Studentenbewegung war Marcuse der „politisch aktivste Exponent der Frankfurter Schule“.[120] Weltweit rezipierten Studenten seine Schriften Der eindimensionale Mensch und zur Repressiven Toleranz (beide 1965) und seinen Essay Versuch über die Befreiung (1969), in dem er nicht nur den französischen Mai 1968 und die studentische Revolte, sondern auch die internationalen Befreiungsbewegungen unter dem Schlagwort „Die große Weigerung“ verarbeitet hatte.[121] Seine Parteinahme für die rebellierenden Studenten brachten ihn in einen offenen Konflikt mit den Frankfurter Institutsleitern, denen er falsches Verhalten im Umgang mit den Studenten vorwarf, etwa den von ihnen veranlassten Polizeieinsatz gegen die Institutsbesetzer.[122] In einem Brief an Horkheimer hielt Adorno einen Bruch mit Marcuse für nicht mehr vermeidbar.[123] Marcuse schrieb im Juni 1969 an Adorno, dass das Institut nicht mehr „unser altes Institut“ sei und konstatierte „tiefste Divergenz zwischen uns“ in der Beurteilung der außerparlamentarischen Opposition.[124] Beide bemühten sich noch um eine persönliche Aussprache, die aber durch Adornos plötzlichen Tod nicht mehr zustande kam.

## Geschichte

### Klassische Kritische Theorie
Die Entwicklung der Kritischen Theorie begann, nachdem 1931 Max Horkheimer die Leitung des Instituts für Sozialforschung in Frankfurt am Main übernommen hatte. Wie Alfred Schmidt, Horkheimers Schüler, hervorhob, ist sie nie „an sich“ dargeboten worden, sondern stets in der Auseinandersetzung mit anderen Theorien, geistigen oder politischen Strömungen. In der Zeitschrift für Sozialforschung entwickelte ein Kreis junger Gelehrter (Adorno, Marcuse, Löwenthal und Benjamin) um Horkheimer „Kategorien einer Gesamtkonzeption der Gesellschaft, die als Kritische Theorie der Frankfurter Schule weltbekannt werden sollte“.
Als Entwicklungsstufen der „älteren“ Kritischen Theorie lassen sich die folgenden identifizieren:
1. In seiner Antrittsrede als Institutsdirektor von 1931 legte Horkheimer den Schwerpunkt der Institutsforschung noch auf eine interdisziplinäre Kooperation von „Philosophen, Soziologen, Nationalökonomen, Historiker, Psychologen in dauernder Arbeitsgemeinschaft“. Die einzelwissenschaftlichen Forschungsergebnisse und ihre jeweiligen methodologischen Perspektiven sollten zu einer sozialphilosophisch fundierten Theoriebildung beitragen.[126] Aus der interdisziplinären Zusammenarbeit gingen die Studien über Autorität und Familie als eine erste Buchpublikation hervor, die 1936 bereits in einem Pariser Verlag erschienen.[127] In dieser Phase war noch nicht von Kritischer Theorie die Rede, sondern von Materialismus.[128]
2. Mit den programmatischen Schriften von Horkheimer (Traditionelle und kritische Theorie) und Herbert Marcuses (Philosophie und kritische Theorie), erschienen 1937 in der Zeitschrift für Sozialforschung, wird nach Helmut Dubiel die Phase der „kritischen Theorie“ eingeleitet.[129] In einem Memorandum aus dem Jahr 1938 hatte Horkheimer noch den Plan zu einem umfangreichen Werk über eine „dialektische Logik“ skizziert, das die Logik in ähnlicher Weise „wie Hegel in seinem großen Werke“ auffassen sollte, nicht als Aufzählung abstrakter Denkformen, sondern als „Bestimmung der wichtigsten inhaltlichen Kategorien des fortgeschrittensten Bewußtseins der Gegenwart“.[130] Dabei hatte er intendiert, wie er in einem Brief an Felix Weil darlegte, dass Weil und Pollock „an der Ausgestaltung der prinzipielleren Partien“ beteiligt werden sollten. „[U]nsere Deutung der gegenwärtigen Phase […] muß mit historischem und ökonomischem Material bis zum Platzen gefüllt sein, sonst wirkt sie als Raisonnement.“[131]
3. Retrospektiv gilt als Hauptwerk der Kritischen Theorie die von Horkheimer und Theodor W. Adorno im amerikanischen Exil gemeinsam verfasste Dialektik der Aufklärung. Zu der ursprünglichen geplanten Mitarbeit von Pollock und Weil kam es indessen nicht. Auch war bis Ende 1941 neben Adorno Herbert Marcuse als möglicher Mitarbeiter Horkheimers im Gespräch, den aber Adorno mit „ätzender Kritik“ an dessen Arbeiten und persönlicher Diffamierung in der Korrespondenz mit Horkheimer zu verdrängen wusste.[132] Mit den politischen Erfahrungen des expandierenden Faschismus und der schwindenden Hoffnung auf eine Umwälzung der gesellschaftlichen Verhältnisse wurde für Gunzelin Schmid Noerr die Kritische Theorie jedoch „theoretisch radikaler und praktisch konservativer“.[133] Sie bedeutete eine theoretische Abkehr von Horkheimers Aufsätzen der dreißiger Jahre in der Zeitschrift für Sozialforschung, die noch von der Zuversicht getragen waren, dass die Ideen der philosophischen und politischen Aufklärung materialistisch zu übersetzen und praktisch zu verwirklichen wären, eine Annahme, die mit der nun vertretenen These von der „Universalität des Verblendungszusammenhangs“ radikal in Frage gestellt wurde.[134] In den Fokus gerückt hatten die Autoren eine mit der frühen Menschheitsgeschichte einsetzende Verfallsgeschichte der Vernunft: Mit der Selbstbehauptung des Subjekts gegenüber einer bedrohlichen Natur habe sich eine instrumentelle Vernunft durchgesetzt, die sich als Herrschaft über die äußere und innere Natur und schließlich in der institutionalisierten Herrschaft von Menschen über Menschen manifestiert habe. Aus dieser Konstellation leiteten sie einen historischen Umschlag von Aufklärung in eine neue Mythologie ab und die Erkenntnis, „warum die Menschheit, anstatt in einen wahrhaft menschlichen Zustand einzutreten, in eine neue Art von Barbarei versinkt“.[135] Die zur gleichen Zeit von Friedrich Pollock in zwei Aufsätzen entworfene Theorie des Staatskapitalismus[136] trug Joachim Hirsch zufolge dazu bei, dass die Ökonomie nicht mehr als gesellschaftliches Produktionsverhältnis, sondern als technischen Prozess gesehen wurde, wodurch die Institutsarbeit den charakteristischen Übergang von der Kritik der politischen Ökonomie zur Kritik der Technologie vollzog, die dann zur Grundlage ihrer negativen Geschichtsphilosophie wurde.[137] Im US-amerikanischen Exil arbeitete Adorno zudem an einer Studie zum „autoritären Charakter“ mit und legte damit eine wichtige Arbeit zur Erklärung totalitärer Regimes vor.[138] Zugleich setzte sich Horkheimer mit der damals aktuellen Philosophie des Pragmatismus in Amerika auseinander und sieht in ihm den geistigen Überbau der instrumentellen Vernunft.[139]
4. Nach dem Zweiten Weltkrieg wurden die Arbeiten des Kreises um Horkheimer und Adorno als Frankfurter Schule bezeichnet. Muharrem Açikgöz datiert sie auf die Zeitspanne 1930–1969, von der Übernahme der Institutsleitung durch Max Horkheimer bis zu Adornos Tod. War sie vor der Rückkehr aus der Emigration eine „Schule ohne Schüler“, dann erlangte sie nach 1950 bis zu Adornos Tod (1969) großen Einfluss nicht nur im akademischen Bereich, sondern auch in vielen gesellschaftlichen und kulturellen Bereichen.[140] Durch die Erfahrungen des Nationalsozialismus wollten viele der Studenten Adornos Erklärungen für die Geschehnisse zwischen 1933 und 1945. Ihre Blütezeit erlebte die Kritische Theorie in den weltweiten 68er-Bewegungen. Starken Einfluss übte Herbert Marcuse auf die Studentenbewegung in den USA und in Westdeutschland aus. Im Gegensatz zu Marcuse geriet Adorno wegen seiner schwankenden Haltung – weder vorbehaltlose Identifizierung noch klare Distanzierung – ins Kreuzfeuer der studentischen Kritik.[141]

### Jüngere Kritische Theorie
Die Kritische Theorie mit den Hauptvertretern Horkheimer und Adorno wird gelegentlich auch als die „ältere Kritische Theorie“ bezeichnet, im Gegensatz zur „jüngeren Kritischen Theorie“, die vorwiegend Jürgen Habermas entwickelt hat. Gleichwohl bestehen bedeutende Differenzen zwischen der älteren Kritischen Theorie, die in der Dialektik der Aufklärung ihre gültigste Manifestation fand, und der jüngeren Kritischen Theorie, die in der Theorie der kommunikativen Vernunft ihren konzeptuellen Kumulationspunkt erreichte.
In der Gegenwart war Axel Honneth als Direktor des Instituts für Sozialforschung einer der wichtigsten Vertreter und Fortführer der Kritischen Theorie. Mit seiner Anerkennungstheorie und dem Kritikprogramm „Paradoxien der kapitalistischen Modernisierung“ setzte er wiederum andere Schwerpunkte als Habermas.
Die auf Habermas und auf Honneth zurückgehenden Varianten der Kritischen Theorie werden von Wissenschaftlern wie Alex Demirović, Christoph Türcke und Heinz Gess als Traditionsbruch und Paradigmenwechsel verstanden. Der Soziologe Heinz Gess, der mit seiner Online-Publikation Kritiknetz – Zeitschrift für kritische Theorie der Gesellschaft gleichsam als „Gralshüter“ der älteren Kritischen Theorie auftritt, lehnt den Begriff Kritische Theorie für die Philosophie von Habermas und Honneth ab. Ihnen unterstellte er unter anderem durch zu konforme Interpretation die Philosophie Adornos und Horkheimers in ihr Gegenteil verkehrt zu haben.
Für Christoph Türcke habe Habermas „die kritische Theorie aus der Sackgasse der Resignation führen wollen – durch einen theoretischen Neuzugriff, in dem vorab resignativer Verzicht steckt“, er wolle nur noch die „Rettung der Lebenswelt“. Aus marxistischer Sicht warf Stefan Breuer Habermas eine „Depotenzierung der Kritischen Theorie“ vor, weil er auf den Erklärungsgehalt der Marxschen Werttheorie verzichte und damit den Verdinglichungsbegriff von vornherein verfehle; zudem sei es einseitig, „Sprache zum alleinigen Konstituens der Geschichte“ zu erklären.
Positiv sieht hingegen der britische Autor Stuart Jeffries Habermas Bedeutung für die Kritische Theorie. Ihm zufolge könne dessen Denken „als eine Umkehrung der Dialektik der Aufklärung gesehen werden“, als einen „Abschied vom Abgrund“. So habe er in seiner Rede zum Adorno-Preis 1980 „den markantesten Grundsatz der Frankfurter Schule“, dass die Vernunft die Menschen versklavt hätte, aufgehoben. Die Aufklärung habe die Menschen von der „monotheistischen jüdisch-christlichen Tradition“ zu einer „säkularen Moral“ entbunden. Er ist der meistzitierte Philosoph der Gegenwart und hat so ziemlich jede Auszeichnung erhalten, die einem Geisteswissenschaftler national wie international verliehen werden kann, zu seinem 80. Geburtstag titelte die Wochenzeitung Die ZEIT: „Weltmacht Habermas“. Eine aktuelle Wirkungsgeschichte seines Werkes – Habermas global (2019) – breitet auf fast 900 Seiten seine Rezeption in sieben europäischen Ländern, den USA, Lateinamerika und Asien aus.
Dargestellt werden die (abweichenden) Theorien von Jürgen Habermas und Axel Honneth in ihren Personenartikeln.

## Rezeption
Die Kritische Theorie war, als der Inbegriff der Frankfurter Schule, in den 1930er und 1940er Jahren auf einen begrenzten Personenkreis beschränkt. Ihre Rezeption und Weiterführung umfasst heute einen weltweiten Kreis von Philosophen und Sozialwissenschaftlern.

### Rezeption durch die Studentenbewegung
Durch die Studentenbewegung Ende der 1960er Jahre erhielt die Rezeption der Kritischen Theorie in der Bundesrepublik eine bedeutende Schubkraft. Das komplizierte Verhältnis der rebellierenden Studenten zur Kritischen Theorie hat Wolfgang Kraushaar 1998 als Herausgeber mit einer dreibändigen, illustrierten Publikation – unter dem Titel Frankfurter Schule und Studentenbewegung. Von der Flaschenpost zum Molotow-Cocktail – umfassend dokumentiert. Mitte der 1960er Jahre erschien die Kritische Theorie der Studentenbewegung als „Theorie der Protestbewegung, diese als Praxis der Kritischen Theorie, der SDS als Scharnier, das beide vermittelt“. Als intellektuelle Contrebande rezipierten die Studenten mit zahlreichen unautorisierten Nachdrucken („Raubdrucken“) Horkheimers frühe Aufsätze, die Studien über Autorität und Familie und die Dialektik der Aufklärung, die damals noch allesamt, unter dem politischen Druck des restaurativen, antikommunistischen Klimas, von den Autoren unter Verschluss gehalten worden waren. Die Übereinstimmung der Studentenbewegung mit den Schriften der kritischen Theoretiker fand in den 1970er Jahren ihr Ende, als sich die rebellierenden Studenten zum orthodoxen Marxismus-Leninismus hinwandten und konkurrierende kommunistische (Studenten-)Parteien neoleninistischer, stalinistischer und maoistischer Ausprägung gründeten.

### Wissenschaftliche Rezeption
Immensen Einfluss hat die Kritische Theorie seit den 1970er Jahren auf historische, rechtliche, literarhistorische und sozialwissenschaftliche Studien, urteilt die Encyclopaedia Britannica. Ihr breites Spektrum dokumentiert die vierbändige englische Ausgabe Critical Theory. Ein schmaleres deutsches Pendant stellt das zweibändige Handbuch Kritische Theorie dar.

#### Schulinterne Rezeption
Jürgen Ritsert, einer der frühen Frankfurter Soziologie-Diplomanden und späterer Professor für Soziologie dortselbst, hat in einem längeren Aufsatz den für die Kritische Theorie grundlegenden Kritik-Begriff in seinen verschiedenen Dimensionen analysiert, wobei der „immanenten Kritik“ und der „Kritik an der gesellschaftlichen Praxis“ besondere Bedeutung zukommt. Als normative Prinzipien der Kritik identifiziert er Freiheit, Gleichheit, Gerechtigkeit und Vernunft. Er konstatiert sowohl bei Horkheimer und Adorno als auch bei Marcuse und Habermas, dass „Variationen des Autonomieprinzips […] den Dreh- und Angelpunkt sämtlicher Antworten auf das berüchtigte ‚Maßstabsproblem‘ [bilden]“.
Die nach Günter Figal als „Programmschrift“ der Kritischen Theorie geltende Dialektik der Aufklärung, wird von Habermas im Philosophischen Diskurs der Moderne als Dokument einer „hemmungslosen Vernunftsskepsis“ kritisiert: „Wie können die beiden Aufklärer, die sie immer noch sind, den vernünftigen Gehalt der kulturellen Moderne so unterschätzen, daß sie in allem nur eine Legierung von Vernunft und Herrschaft, Macht und Geltung wahrnehmen?“
Mit seiner erweiterten Dissertation Kritik der Macht unterzog Axel Honneth die Kritische Theorie einer fulminanten kritischen Rezeption. Im ersten Teil seiner Arbeit legt er die soziologischen Defizite der von Horkheimer angestrebten interdisziplinären Sozialwissenschaft bloß. Dessen Modell einer kritischen Gesellschaftstheorie beruhe auf Annahmen der politischen Ökonomie einerseits und der Psychoanalyse andererseits, wobei die Soziologie nur „die marginale Stellung einer Hilfswissenschaft“ einnehme. In der zweiten Entwicklungsstufe der Kritischen Theorie, für die das Buch Dialektik der Aufklärung steht, kritisiert er das von den Autoren behauptete „Entsprechungsverhältnis“ von Naturbeherrschung und sozialer Herrschaft, mit dem sie „schon die pure Denkmöglichkeit eines Typs konsensuell gesicherter Herrschaft leugnen müssen“.
Verbreitet ist das Urteil über die Leerstelle Politik in der traditionellen Kritischen Theorie. Ein systematisches Nachdenken über Politik fand letztlich nur in der Peripherie des Schulzusammenhangs statt, namentlich bei Franz L. Neumann und Otto Kirchheimer. Die Herausgeber des Sammelbandes Kritische Theorie der Politik, Ulf Bohmann und Paul Sörensen, versuchen die konstatierte Lücke zwar zu relativieren, intendieren aber gleichwohl „zu explorieren, ob und wie eine Kritische Theorie der Politik möglich ist“. Hubertus Buchstein spricht von einem „eklatanten institutionellen Defizit“ von Beginn an und verweist dabei auf Horkheimers programmatische Rede bei der Übernahme der Institutsleitung 1931, in der unter den aufgelisteten Subdisziplinen des „interdisziplinären Materialismus“ die Wissenschaft von der Politik fehlte. Für eine zeitgenössische Kritische Theorie der Politik wäre heute eine „institutionalistische Wende“ einzufordern.

#### Marxistische und neomarxistische Rezeption
Der ungarische Marxist Georg Lukács warf im Vorwort zu einer Neuauflage seines Jugendwerks Die Theorie des Romans den Intellektuellen der Frankfurter Schule vor, sie schauten von der Terrasse des „Grand Hotels Abgrund“ zwischen „behaglich genossenen Mahlzeiten oder Kunstproduktionen“ auf das Elend der Welt. Diese Kritik an der Isolierung kritischer Theorie von politischer Praxis und revolutionärer Bewegung ist seither mit der Metapher vom „Grand Hotel Abgrund“ zu einem geflügelten Wort und sogar zum Buchtitel avanciert.
Für den polnischen Philosophen Leszek Kolakowski sei die Kritische Theorie in der Horkheimerschen Version der 1930er Jahre ein „inkonsequenter Versuch, den Marxismus zu retten“, ein im Grunde „Lukácsscher Marxismus ohne Proletariat“ und damit ein „halbierter Marxismus, dessen andere Hälfte durch nichts ersetzt wurde“.
Leo Kofler, von Wolfgang Fritz Haug als „marxistischer Solitär“ bezeichnet, kritisierte Horkheimer und Adorno, weil sie das Motiv der Gesellschaftsveränderung durch intellektualistische Distanz und ein gestaltloses Verweigerungsprinzip schleichend verdrängt hätten. Trotz seiner fundamentalen Kritik würdigte er ihre Leistungen, mit denen sie im Hinblick auf die neuen Phänomene der entwickelten kapitalistischen Gesellschaft, wie Vermassung, Verdinglichung, Entfremdung und Konformität, und mit ihrer Erkenntnis, dass sich gesellschaftliche Macht in den psychischen Strukturen der Gesellschaftsmitglieder festgesetzt habe, wesentliche Lücken im Verständnis der Gegenwartsgesellschaft geschlossen hätten. Denn die „ideologischen Formen der Repression haben sich im 20. Jahrhundert weitgehend irrationalisiert und haben psychische Bereiche erreicht und besetzt, die in früheren Epochen noch Kräfte des Widerstands aufgespeichert hatten.“ Die Verdienste der Gründergeneration seien umso mehr hervorzuheben, als die Nachfolgegeneration mit ihrer „kommunikativen Ethik“ nur noch eine Schrumpfform dessen darstellen, was früher einmal als Emanzipationsperspektive bezeichnet wurde.
Der an der Marburger Universität lehrende marxistische Rechtsprofessor Wolfgang Abendroth, nach dem eine Abendroth- beziehungsweise Marburger Schule benannt wurde, und die Frankfurter Theoretiker hielten zueinander Distanz. Als erklärter Marxist orientierte sich Abendroth an den klassischen Themen der Arbeiterbewegung, während die Frankfurter mit ihren kulturtheoretischen Arbeiten vom Marxismus vernachlässigte Themen und Wissensbereiche bearbeiteten und ihre marxistischen Wurzeln im restaurativen Klima der Bundesrepublik vorsorglich kaschierten. Einen Austausch zwischen beiden Zentren gab es nur auf Assistentenebene, ansonsten forschten und lehrten die Exponenten beider Schulen unabhängig voneinander. Einen Beitrag Adornos zu einer Abendroth-Denkschrift verfasste und zeichnete er zusammen mit einer Schülerin. Dass Jürgen Habermas bei Abendroth habilitierte, hing mit der Behinderung seiner Habilitation in Frankfurt durch Horkheimer zusammen. Es machte ihn nicht zum Abendroth-Schüler, obwohl er ihm loyal verbunden blieb; so widmete er seine Habilitationsschrift Strukturwandel der Öffentlichkeit „Wolfgang Abendroth in Dankbarkeit“ und würdigte ihn zu seinem 60. Geburtstag mit einem Gedenkartikel in der Wochenzeitung Die ZEIT als „Partisanenprofessor im Land der Mitläufer.“

#### Konservative Rezeption
Zu scharfen Auseinandersetzungen kam es zwischen den Frankfurter Theoretikern der Kritischen Theorie und der liberalkonservativen Ritter-Schule, deren Vertreter eine gemeinsame „Neomarxismusresistenz“ verband. So vergleicht Günter Rohrmoser in seiner Streitschrift Das Elend der kritischen Theorie (1970) Adorno und dessen Negative Dialektik mit Heidegger und wirft beiden vor, dass sie in ihrem Verhältnis zur Tradition der Vernunftphilosophie „teil an der Destruktion der Vernunft“ hätten. Beide folgten dem Drang, das sich der Vernunft entziehende „Unausdrückbare auszudrücken“; bei Adorno ist es das Nichtidentische, bei Heidegger das Sein. Nicht anders als Adorno sehe auch Heidegger das Prinzip Herrschaft in der modernen Wissenschaft und Technik als universales Prinzip. In ihren Theorien der Geschichte und des gegenwärtigen Zeitalters stimmten beide überein. Und so, wie die Dialektik für die Möglichkeit eines total Anderen stehe, verstehe Heidegger sein Denken als Stätte einer neuen Ankunft des Seins.
Der ebenfalls zur Ritter-Schule zählende Hermann Lübbe bescheinigt den Frankfurter Theoretikern „ideologietheoretische Weltfremdheit“. Die Behauptung der sozialen Existenz einer instrumentellen Vernunft, der die von ihr „technologisch bedienten Zwecke mangels praktisch-vernünftiger Einsicht gleichgültig sind“, sei „ein Märchen der sogenannten kritischen Theorie“, das bei seiner Kritik an der „technischen Intelligenz“ einen denunziatorischen Charakter habe. Die Frankfurter Theoretiker seien „über die Bewegtheiten der Studentenrevolution hinaus wirksam gewesen“. Heute habe die Kritische Theorie aber gegenüber der „Modernisierungsphilosophie der Münsterschen Schule“ an Aufmerksamkeit eingebüßt. In seiner Frankfurter Assistentenzeit (bei Gerhard Krüger) habe Lübbe am liebsten die einschlägigen Seminare Adornos besucht, wenngleich man dort keine sozialwissenschaftliche Empirie studieren konnte, die musste man anderswo, etwa in Mannheim oder in Köln studieren. Ganz anders bewertet er die Diskurstheorie von Jürgen Habermas als „einen großen Versuch, die Mittel und Einsichten der sprachanalytischen Philosophie demokratietheoretisch zu nutzen“. Das sei ihm eindrucksvoll und wirksam gelungen, bis auf den entscheidenden Punkt, dass nämlich und gerade auch in der Demokratie „die politisch entscheidenden Diskurse zumeist und überdies institutionell garantiert ja gerade nicht herrschaftsfrei konsensuell enden, vielmehr dezisionistisch.“

#### Sonstige Rezeption
Die politische Theoretikerin Hannah Arendt und Adorno haben sich zeitlebens gegenseitig weder rezipiert noch geschätzt. Arendt soll auf die Frage ihres Studenten Richard Sennett, mit welchem Buch der Frankfurter Schule er beginnen solle, geantwortet haben: „Nothing“. Karl Popper äußerte in einem kurzen Statement zu Adornos philosophischen Schriften, dass er sich redlich bemüht habe, sein Philosophieren zu verstehen, doch komme es ihm so vor, „als sei es insgesamt oder nahezu insgesamt nichts als Rhetorik […] in Hegelscher Sprache“.
Der Philosoph Michael Theunissen erklärt sich mit der grundsätzlichen Intention der Kritischen Theorie einverstanden, hält aber ihre faktischen Realisationen für gescheitert. Nach seinem Verständnis will sie keine bloße Fachwissenschaft sein, sondern als Geschichtsphilosophie das „Ganze der aktuell geschehenden Geschichte“ begreifen, in seiner Totalität erfassen. Es schließt das Bewusstsein der eigenen Geschichtlichkeit des Subjekts ein, das sich ihm zuwendet. Ihr Verhältnis zur Praxis kennzeichnet Theunissen, mit den Worten Horkheimers, als „vom Interesse an der Zukunft geleisteten Analyse des geschichtlichen Verlaufs“. Die Intention einer universalen und radikalen Geschichtsphilosophie verfehle sie aber, weil sie der Natur (die menschliche und die außermenschliche) den Vorrang vor der Geschichte einräume, „den Rang des absoluten Ursprungs“. Horkheimers und Adornos Naturverklärung in der Dialektik der Aufklärung laufe auf eine „Entmächtigung der Geschichte“ hinaus. Die geforderte „Demut gegenüber der Natur“ (Horkheimer) und das Ethos der Naturfrömmigkeit (Adorno) habe ihre Parallele in der „Seinshörigkeit“ Heideggers.
Unter den ausländischen Philosophen, die sich zur Kritischen Theorie geäußert haben, zählt der Franzose Michel Foucault zu den prominentesten. Während seiner Gouvernementalitäts-Vorlesungen (1977–1979) hat er sich am intensivsten mit der Frankfurter Schule auseinandergesetzt und sich in entscheidenden Punkten von ihrer Aufklärungskritik abgegrenzt. Er stellt Horkheimer und Adorno als unmittelbare Vorläufer zumindest seiner Schriften zur Disziplinargesellschaft und Bio-Politik dar. In einem Gespräch anerkennt er die Verdienste der Philosophen der Frankfurter Schule „mit dem schlechten Gewissen von jemanden, der ihre Bücher früher hätte lesen, sie früher hätte verstehen sollen. Hätte ich ihre Bücher gelesen, so hätte ich eine Menge Dinge nicht sagen müssen, und mir wären Irrtümer erspart geblieben.“
Zu den theoretischen Gemeinsamkeiten gehören die These, dass Vernunft, Rationalität und Macht eng miteinander verknüpft sind und der begründete Verdacht, dass die Vernunft selbst für Machtexzesse verantwortlich sei. Die Philosophin Katrin Meyer formuliert Foucaults theoretische Nähe zur Kritischen Theorie mit zwei Thesen: „erstens, dass das moderne Subjekt durch Disziplinierung ökonomisch produktiv gemacht wird, und zweitens, dass sich die kapitalistischen Gesellschaften am ‚biopolitischen‘ Prinzip der Selbsterhaltung ausrichten.“ Mit dem Kunstbegriff der Gouvernementalität bezeichnet Foucault die Kunst und das Selbstbewusstsein des Regierens, eine produktive Macht, die sich in Techniken und Praktiken mit einem formativen Effekt niederschlägt und den Staat generiert. Wenn er diese Machttechnik in salopper Kürze als „die Art und Weise, mit der man das Verhalten der Menschen steuert“, umschreibt, denkt er zugleich Fremd- und Selbststeuerung mit. Abweichend von Adorno und Horkheimer, die von einer hermetischen Geschlossenheit der Disziplinargesellschaft ausgehen, versucht Foucault der Dialektik der Aufklärungskritik zu entkommen, indem er die konstitutive Bedeutung der Widerständigkeit hervorhebt, denn die Regierungstechniken produzieren nicht nur Drill und Bürokratie, sondern auch die Praxis der Revolte.
Zu den wohl am häufigsten rezipierten und kritisierten Themen der Kritischen Theorie gehört der Komplex Kulturindustrie. In seiner „Gruppenbiographie“ der Frankfurter Schule hebt der britische Autor Stuart Jeffries die Aktualität der Kritischen Theorie vornehmlich im Hinblick auf die übermächtig gewordene Kulturindustrie hervor. Stärker als je zuvor sei heute die Herrschaft der Kulturindustrie und der Konsumzwänge über den Menschen. Als „kulturelle Apokalypse“, die für menschliche Würde nur Hohn und Spott übrig habe und aus der Befreiung des Menschen eine schreckenerregende Perspektive machte, habe sie sich „in einer Art und Weise triumphal durchgesetzt, die sich nicht einmal Adorno und Horkheimer hätten vorstellen können“. Angesichts dessen hätten uns die besten Texte der Frankfurter Denker noch viel zu sagen – „nicht zuletzt über die Unmöglichkeit und die Notwendigkeit, anders zu denken“
Andererseits traten schon früh Kritiker auf den Plan, die die Behauptung einer monolithischen Manipulation in Frage stellten und gegen sie die subversiven, oppositionellen und utopischen Momente der „popular culture“ hervorhoben. Die Überschätzung der Integrationskraft der Kulturindustrie führte bereits Alexander Kluge auf die undifferenzierte Einschätzung des Films durch Adorno zurück. Der Medientheoretiker Dieter Prokop, ein Schüler Adornos, spürte „mit Adorno gegen Adorno“ die objektiven Qualitäten und Freiheitsdimensionen der Kulturindustrie auf, die Adorno ignoriert habe. Ebenfalls in der Tradition Adornos steht der Kulturwissenschaftler und Experte für Pop-Kultur, Diedrich Diederichsen, „als Großmeister im Aufspüren ambivalenter ästhetischer und ideologischer Positionen in Kunstwerken“. Im Anschluss an Gramscis Hegemoniekonzeption eröffneten in den 1960er Jahren die Cultural Studies eine neue Perspektive auf die Populärkultur. Wie die Kritische Theorie hatten auch die Cultural Studies von Anfang an das Ziel, Herrschaft zu kritisieren und Emanzipation zu fördern, aber im Gegensatz zu jener spürten sie die widerständigen Potenziale in den Subkulturen auf. Eine Pionierrolle übernahm dabei die Birmingham School (Richard Hoggart, Stuart Hall).

## Vertreter (nach Generationen)
1. Generation (Jahrgänge 1892–1905):
- Theodor W. Adorno
- Walter Benjamin
- Erich Fromm
- Max Horkheimer
- Otto Kirchheimer
- Leo Löwenthal
- Herbert Marcuse
- Franz Neumann
- Friedrich Pollock
- Felix Weil
- (Henryk Grossmann)
- (Karl A. Wittfogel)

Intellektuell war diese Generation bereits in der Weimarer Republik und in der Emigration durch wesentliche Beiträge zur kritischen Theorie hervorgetreten; ihre Angehörigen standen miteinander in persönlichem Kontakt. Alle waren von nationalsozialistischer Verfolgung bedroht und emigrierten. Nicht zum engeren Kreis um Horkheimer gehörten die Marxisten Grossmann und Wittfogel, die noch in der Tradition des ersten Institutsdirektors, des Austromarxisten Carl Grünberg, standen und die sich als Verteidiger der Sowjetunion in Gegensatz zu den übrigen Mitgliedern brachten.
2. Generation (Jahrgänge 1922–1937):
- (Ludwig von Friedeburg)
- Jürgen Habermas
- Alexander Kluge
- Kurt Lenk
- Alfred Lorenzer[200]
- Oskar Negt
- Jürgen Ritsert
- Alfred Schmidt
- Hermann Schweppenhäuser
- Rolf Tiedemann
- Albrecht Wellmer
- Regina Becker-Schmidt

Bei dieser Generation handelt es sich in der Mehrzahl um Schüler von Horkheimer und Adorno, deren Wirken ausschließlich in die Nachkriegsperiode fällt; Im Gegensatz zur 1. Generation beruht ihr Interaktionsverhältnis eher auf zufälligen persönlichen Kontakten. Auch ihr Umgang mit dem Erbe der Kritischen Theorie blieb ungemein divergent und wäre auf keinen gemeinsamen Nenner zu bringen, außer den, dass sie Kritik an den vorfindbaren gesellschaftlichen Verhältnissen übten.
3. Generation:
Über die 3. Generation finden sich in der Sekundärliteratur verschiedene, nur teilweise überschneidende Listen. Martin Jay listet zehn Kandidaten auf (Axel Honneth, Peter Bürger, Oskar Negt, Helmut Dubiel, Claus Offe, Alfons Söllner, Hauke Brunkhorst, Detlev Claussen, W. Martin Lüdke und Christoph Menke). Muharrem Açikgöz ordnet der dritten Generation in seiner 2014 publizierten Dissertation Die Permanenz der Kritischen Theorie 38 Kandidaten aus dem deutschsprachigen und 32 aus dem englischsprachigen Raum zu. Unter den englischsprachigen Kandidaten wird am häufigsten Nancy Fraser genannt, die auch gemeinsam mit Axel Honneth publiziert hat. Weiter zu nennen wären noch Rahel Jaeggi, Hartmut Rosa, Oliver Nachtwey, Ekkehard Kappler sowie Rainer Forst und Klaus Günther.